# Eugène Maës

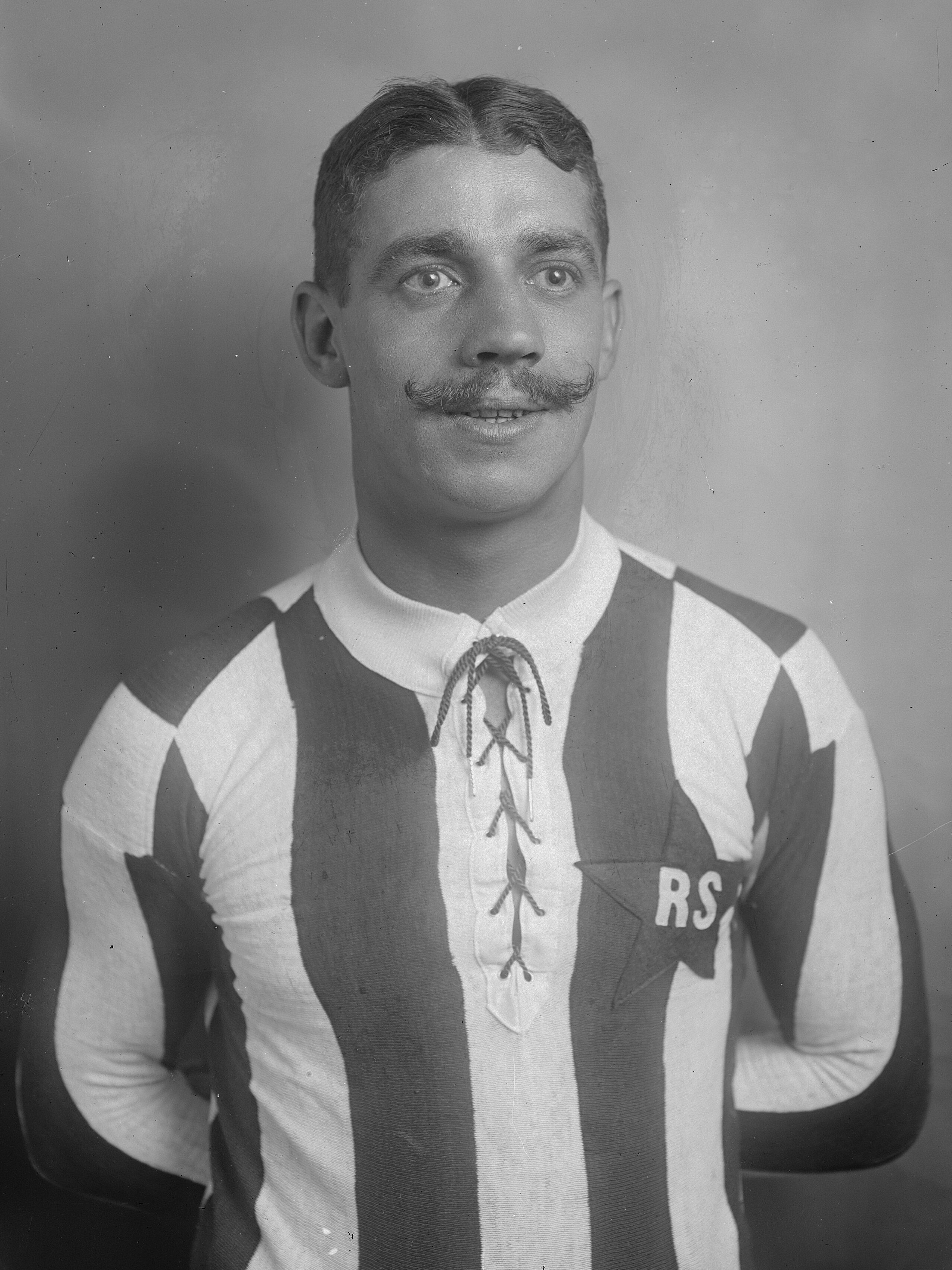
Eugène Maës 1919

Eugène Maës (* 15. September 1890 in Paris; † 30. März 1945 in Ellrich, Deutschland) war ein französischer Fußballspieler.

## Die Vereinskarriere
Der torgefährliche Stürmer spielte in den Kinderjahren des französischen Fußballs zunächst für Patronage Olier Paris, einen Verein aus der katholischen Sportbewegung FGSPF, wo eine ausgezeichnete Jugendarbeit betrieben wurde. Damals gab es in Frankreich noch keinen Professionalismus, keine landesweite höchste Spielklasse und keinen einheitlichen Fußballverband. Die bestehenden Verbände kürten jeweils ihren Meister, und diese trugen ab 1907 eine Trophée de France genannte Meisterschaftsendrunde aus; allerdings war der Meister des ältesten und wohl auch spielstärksten Verbands, der Union des sociétés françaises de sports athlétiques (USFSA), davon ausgeschlossen. 1908 gewann Patronage Olier diesen Landestitel (Maës erzielte den abschließenden Treffer zum 3:0-Finalsieg gegen SM Puteaux), ebenso 1910 (erneut mit einem Maës-Treffer im Endspiel gegen CA Vitry).
Anschließend schnürte Eugène Maës für Red Star AC die Stiefel, das der Ligue de Football Association (LFA) angehörte, einem kleinen Verband, der sich 1910 von der USFSA abgespalten hatte. 1912 gewann Maës, der zahlreiche Tore per Kopf erzielte, mit seinem Klub den französischen Titel der LFA, scheiterte dann aber im Endrundenfinale der Verbandsmeister am Pariser FGSPF-Titelträger Étoile des Deux Lacs.

## Der Nationalspieler
Zwischen Januar 1911 und April 1913 bestritt Eugène Maës elf Länderspiele für die französische Nationalmannschaft und erzielte dabei 15 Treffer. Das ist umso höher zu bewerten, als die Équipe tricolore in den frühen Jahren häufig deftige Niederlagen kassierte und es für einen Torjäger wenig Gelegenheit gab, sich auszuzeichnen. Dennoch schaffte es Maës 1912 in Turin, den gegnerischen Torhüter dreimal (und jedes Mal per Kopf) zu bezwingen und so maßgeblich zu Frankreichs erstem Sieg gegen Italien beizutragen. Ein Jahr später – wenn auch „nur“ gegen Luxemburg – erzielte er sogar fünf Tore in einer Begegnung und stellte damit einen bis heute (Stand: März 2015) gültigen Rekord im Team der Bleus auf, der seither auch nur ein einziges Mal (1956 von Thadée Cisowski) eingestellt wurde. Maës gehört neben Bard, Chayriguès, R. Dubly, Ducret und Hanot zu den herausragenden französischen Fußballern der 1910er Jahre. Im Jahr 1914 konnte er wegen seines Militärdienstes an keinem einzigen Länderspiel mehr teilnehmen.

## Leben nach seiner aktiven Zeit
Im Ersten Weltkrieg erlitt Eugène Maës eine schwere Verwundung, die eine Fortsetzung seiner erfolgversprechenden Karriere nicht mehr zuließ. Er zog in die Normandie und arbeitete als Schwimmlehrer, spielte auch noch viele Jahre lang für den dortigen SM Caen Fußball. Er gehörte in der Zwischenkriegszeit zu den ersten Spielern, die ihren Namen vermarkten konnten: der Fußballstiefel „Maës Spécial“ aus gelbem Leder wurde für 13,50 Francs pro Paar angeboten.
Während der Besetzung Frankreichs im Zweiten Weltkrieg wurde er aufgrund einer Denunziation wegen deutschfeindlicher Äußerungen im August 1943 nach Deutschland verschleppt und wenige Wochen vor der Befreiung im KZ Dora-Mittelbau ermordet.

## Palmarès
- Französischer Meister: Fehlanzeige
- Gewinner der Trophée de France: 1908, 1910 (und Finalist 1912)
- Französischer Pokalsieger: der Wettbewerb wurde erst 1917/18 eingeführt
- 11 A-Länderspiele, 15 Tore
- Französischer Rekordtorschütze mit 5 Treffern in einem Länderspiel

| Personendaten    | Personendaten                |
| ---------------- | ---------------------------- |
| NAME             | Maës, Eugène                 |
| KURZBESCHREIBUNG | französischer Fußballspieler |
| GEBURTSDATUM     | 15. September 1890           |
| GEBURTSORT       | Paris                        |
| STERBEDATUM      | 30. März 1945                |
| STERBEORT        | Ellrich                      |